# Kudus (regentschap)

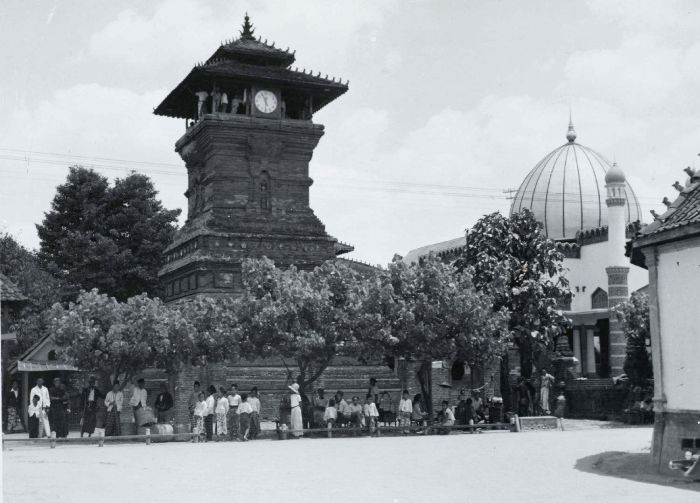
Minaret en moskee van Koedoes in de koloniale periode

Kudus is een regentschap in de Indonesische provincie Centraal Java ten oosten van Semarang.  De hoofdstad is Kudus.
Kudus werd in de 16e eeuw door Sunan Kudus gesticht en staat bekend als de plaats waar voor het eerst de Indonesische tabak kretek werd vervaardigd.
De meeste bewoners van Kudus zijn autochtone Indonesiërs. Er is ook een grote Chinese gemeenschap te vinden. In Chinatown staat de Chinese tempel Hok Hien Bio. Ook is er een Arabische buurt in Kudus.
Stadsgemeenten: Magelang · Surakarta · Salatiga · Semarang · Pekalongan · Tegal

Regentschappen: Banjarnegara · Banyumas · Batang · Blora · Boyolali · Brebes · Cilacap · Demak · Grobogan · Japara · Karanganyar · Kebumen · Kendal · Klaten · Kudus · Magelang · Pati · Pekalongan · Pemalang · Purbalingga · Purworejo · Rembang · Semarang · Sragen · Sukoharjo · Tegal · Temanggung · Wonogiri · Wonosobo